# Dražičky
Dražičky (německy Klein Draschitz) jsou obec v okrese Tábor v Jihočeském kraji. Žije v ní 173 obyvatel.

## Historie
První písemná zmínka o obci pochází z roku 1379.

## Obyvatelstvo
| Rok            | 1869 | 1880 | 1890 | 1900 | 1910 | 1921 | 1930 | 1950 | 1961 | 1970 | 1980 | 1991 | 2001 | 2011 | 2021 |
| -------------- | ---- | ---- | ---- | ---- | ---- | ---- | ---- | ---- | ---- | ---- | ---- | ---- | ---- | ---- | ---- |
| Počet obyvatel | 307  | 324  | 294  | 261  | 249  | 205  | 206  | 151  | 151  | 134  | 112  | 79   | 67   | 147  | 159  |
| Počet domů     | 35   | 34   | 35   | 35   | 37   | 36   | 38   | 38   | 38   | 32   | 30   | 34   | 33   | 52   | 60   |

## Obecní správa
Při sčítání lidu v letech 1850–1980 byly Dražičky obcí v okrese Tábor. Od 1. července 1980 do 23. listopadu 1990 patřil jako část obce k Radimovicím u Želče a od 24. listopadu 1990 jsou opět samostatnou obcí. V letech 1850–1889 k obci patřily Hnojná Lhotka a Slapy.

## Pamětihodnosti
- Zámek na návsi, původně ze začátku 17. století, později přestavěn. Nyní v soukromých rukou a nepřístupný.
- Kaplička se zvonicí na návsi.
- Bývalý špejchar a stará hasičská zbrojnice.
- Kaplička nad vsí.
- Mohylník, archeologické naleziště na jihozápad od vesnice.

## Galerie

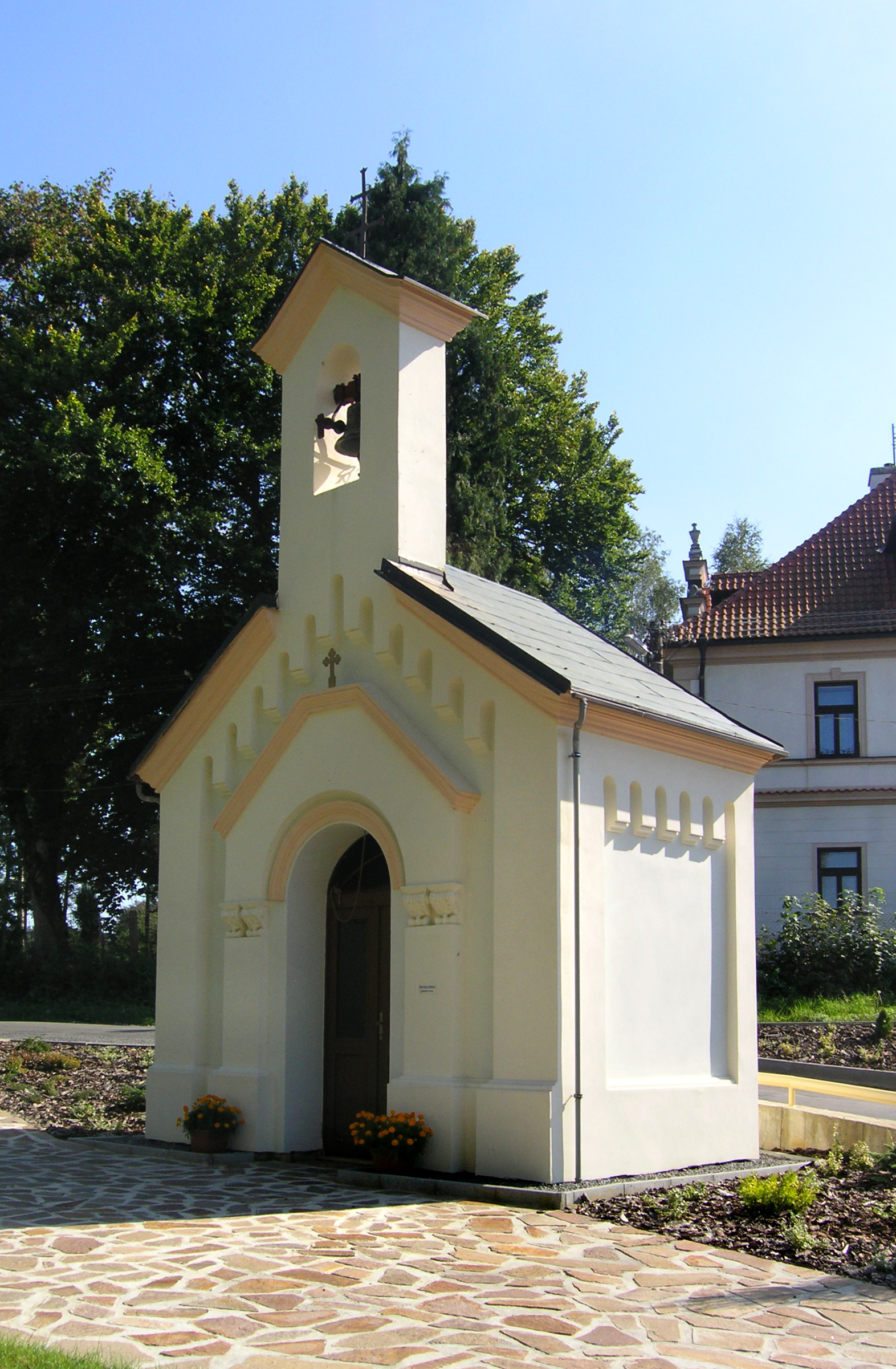
Kaplička na návsi
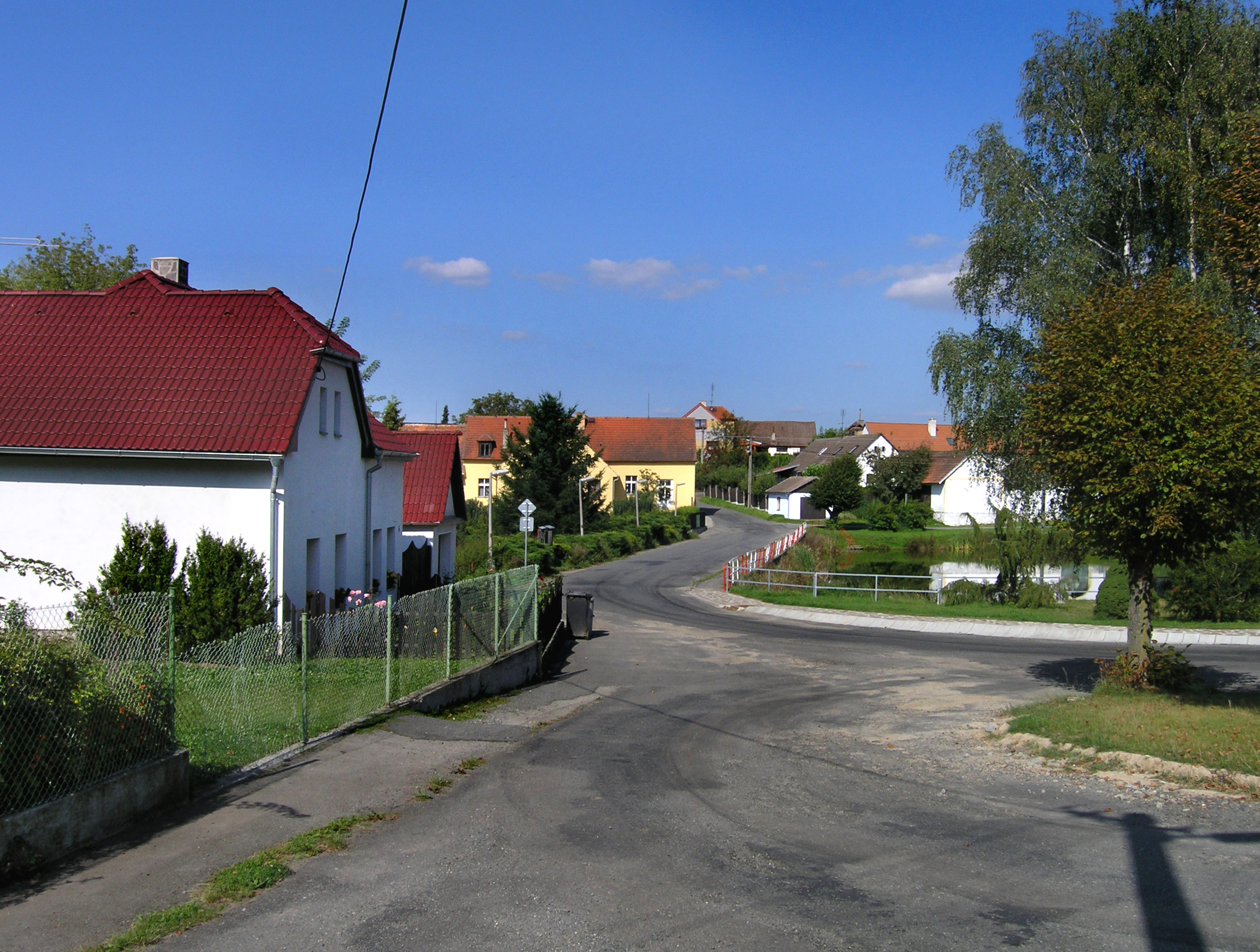
Náves u rybníka
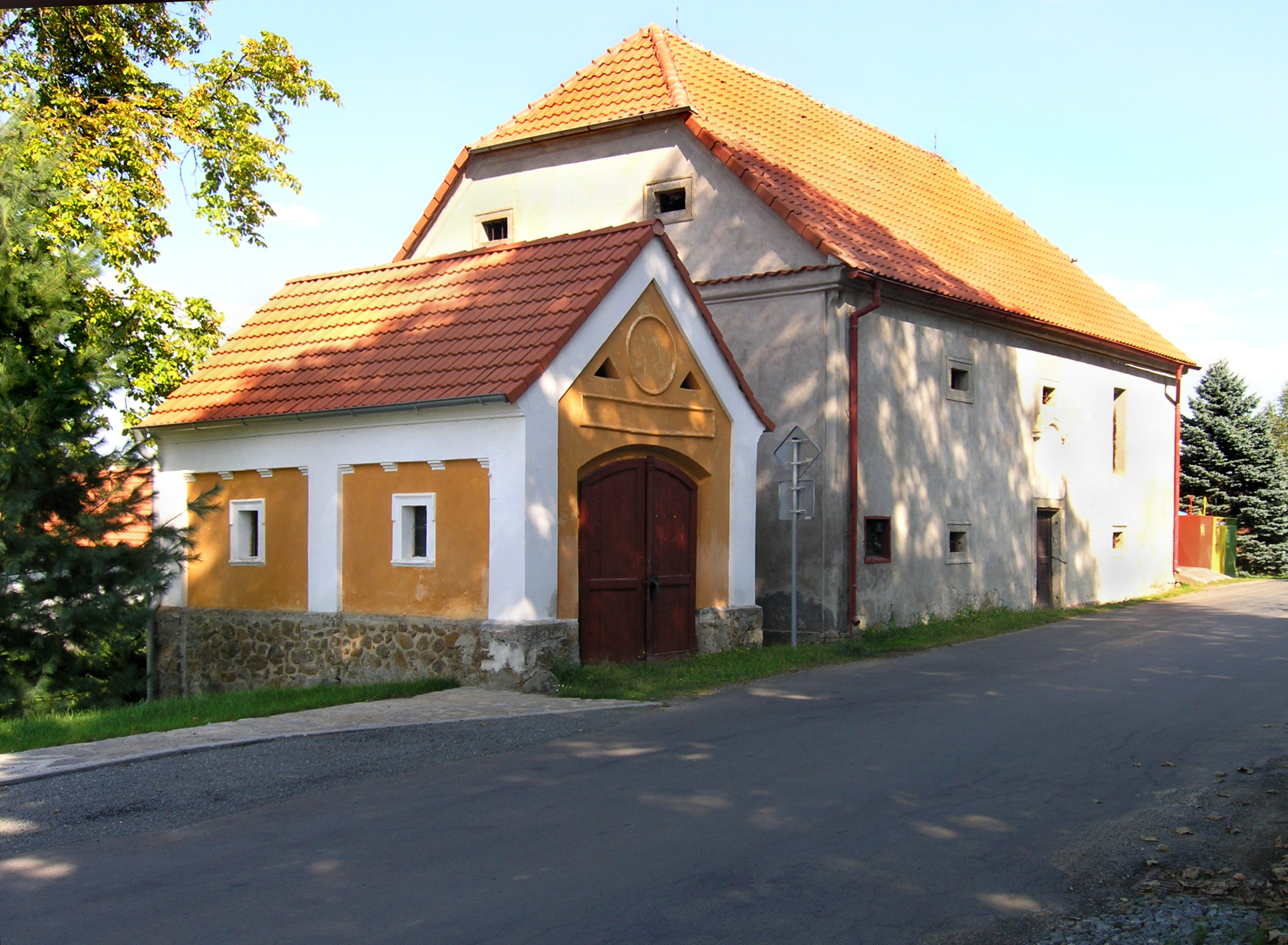
Špejchar a hasičská zbrojnice